# چبیشو (دهانه)
چبیشو یک دهانه برخوردی در ماه‌ است.

## دهانه‌های اقماری
این دهانه ۴ دهانه اقماری دارد.
| Chebyshev | عرض جغرافیایی | طول جغرافیایی | قطر          |
| --------- | ------------- | ------------- | ------------ |
| C         | ۳۰.۳° S       | ۱۲۷.۲° W      | ۲۷.۰ کیلومتر |
| V         | ۳۳.۵° S       | ۱۳۳.۶° W      | ۲۳.۰ کیلومتر |
| U         | ۳۳.۳° S       | ۱۳۷.۰° W      | ۳۶.۰ کیلومتر |
| N         | ۳۷.۷° S       | ۱۳۴.۴° W      | ۲۴.۰ کیلومتر |